# ترانسليت ويكي دوت نت
ترانسليت ويكي دوت نت هو موقع ويب يُستخدَم منصة ترجمة باستخدام امتداد ميدياويكي؛ مما يجعل ميدياويكي أداة قوية لترجمة أي نوع من النصوص؛ موقع ترانسليت ويكي دوت نت هو موقع الويكي رقم 13 على العالم من حيث عدد الصفحات، والموقع لديه أكثر من 5000 مترجم مسجل لأكثر من 50 ألف ترجمة لأكثر من 20 مشروع، بما في ذلك ميدياويكي وأوبن ستريت ماب وميفوس وموسوعة الحياة ومانتيس بي تي.

## وصلات خارجية
- ترانسليت ويكي دوت نت على موقع Open Hub (الإنجليزية)
- الموقع الرسمي